# جيمس إتش غلينون
جيمس إتش غلينون (بالإنجليزية: James Henry Glennon)‏ هو ضابط أمريكي، ولد في 11 فبراير 1857 في فرينش غولش في الولايات المتحدة، وتوفي في 29 مايو 1940 في واشنطن العاصمة في الولايات المتحدة.